# 宫川棘口吸虫
宫川棘口吸虫（学名：Echinostoma miyagawai）为棘口科棘口属的动物。分布于日本、俄罗斯以及中国大陆的福建、江苏、湖南、安徽、四川、山东、河北等地，营寄生生活，宿主为八哥、罗纹鸭、赤颈鸭、绿头鸭、鹅、家鸽、家鸡、人、吐绶鸡、赤咀小鸭、喜鹊等动物以及寄生于这些动物的肠中。

## 外部連結
- 寄生蟲學-Nematoda(線蟲)-Echinostoma spp.(棘口吸蟲)（页面存档备份，存于）